# Chronik des russischen Überfalls auf die Ukraine, November und Dezember 2022

Animierte Darstellung des Verlaufs der russischen Invasion in der Ukraine ab dem 24. Februar 2022

Diese Chronik stellt eine Übersicht zur Chronologie des russischen Überfalls auf die Ukraine von Anfang November bis Ende Dezember 2022 dar.

## November

### 1. November

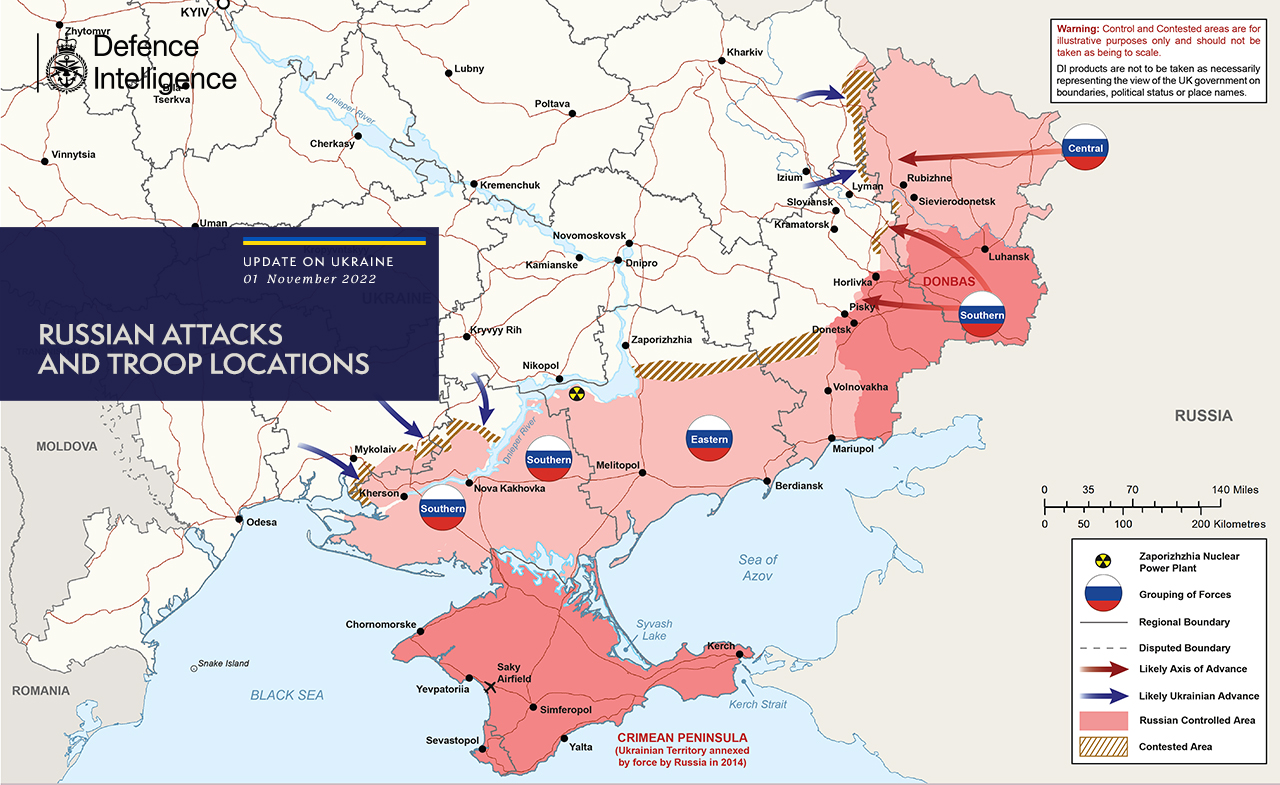
Lagebild des britischen Verteidigungsministeriums vom 1. November 2022

Die russischen Besatzungsbehörden der Oblast Cherson gaben nach den Deportationen aus der Stadt Cherson, aus dem 15 Kilometer-Umfeld des unteren Dnepr und den Teildeportationen aus den Gebieten an der rechten, westlichen Seite des Dnepr bekannt, nun auch die Zivilbevölkerung des Rajon Kachowka am linken, östlichen Ufer des Dnepr ab dem 6. November „evakuieren“ zu wollen. Die russische Besatzungsverwaltung der Oblast Cherson soll von der Stadt Cherson nach Skadowsk ausweichen.
Mehr als 100 aus der russischen Teilrepublik Tschuwaschien einberufene Wehrfähige protestierten gegen ihren Einsatz in der Ukraine und weigerten sich aufgrund ausbleibender Soldzahlungen, diesen anzutreten.

### 2. November
Russland schloss sich wieder der Schwarzmeer-Getreide-Initiative an, die von ihm nach dem Drohnenangriff auf Sewastopol vom 29. Oktober ausgesetzt worden war.
In den frühen Morgenstunden des 2. November starben nach Augenzeugenberichten von Überlebenden hunderte russische Soldaten, die Mitte Oktober einberufen worden waren und erst am Vortag, dem 1. November, in der Ukraine angekommen waren, durch ukrainische Artillerie im Gebiet Luhansk.
US-amerikanische Quellen teilten mit, Nordkorea habe Artilleriegranaten an Russland geliefert, um sie in der Ukraine einzusetzen. Nordkorea habe Russland zudem „Freiwillige“ zum Kampf in der Ukraine angeboten.

### 3. November
Die IAEA fand bei Untersuchungen keine Hinweise, die die Behauptung der russischen Regierung stützen, dass die Ukraine eine schmutzige Bombe baut.
Russische Angriffe auf die ukrainische Energieinfrastruktur führten in weiten Teilen des Landes zu Stromausfällen. Nach Angaben der ukrainischen Regierung waren am Abend knapp 4,5 Millionen Menschen (darunter die Bewohner von Kiew und zehn weiterer Regionen) von der Energieversorgung abgeschnitten.

### 4. November
Russlands Präsident Putin ordnete an, dass alle Bewohner der Oblast Cherson vor der heranrückenden ukrainischen Armee „evakuiert“ werden sollen, und erklärte, dass seit Beginn der Teilmobilmachung 318.000 Personen einberufen worden seien. Weil die russische Armee zuvor aber Elitedivisionen in und um die Hauptstadt Cherson zusammenzog, wo sie Stellungen ausbauten, halten maßgebliche militärische und politische Verantwortliche der Ukraine diese und frühere russische Evakuierungs- und Abzugsmeldungen weiterhin für eine Finte, eine Kriegslist, um die ukrainische Armee in einen verlustreichen Häuserkampf in Cherson zu locken. Erneut, wie schon seit fast zwei Wochen, berichteten ukrainische und unabhängige Quellen von russischen Soldaten in Zivilkleidung in Cherson.
An der Donbass-Front haben russische Truppen ihre Angriffe nach ukrainischen Angaben in den letzten Tagen verdreifacht. Besonders umkämpft sind, wie schon in den letzten acht Monaten ohne erfolgreiche russische Durchbrüche, Bachmut und Awdijiwka und dortige Umgebungen.

### 5. November
Nach Angaben des ukrainischen Staates wurden durch die bisherigen russischen Angriffe mindestens ein Drittel der ukrainischen „Stromanlagen“ zerstört. Ab Anfang November, in den Tagen vor dem 5. November, wurde in Kiew und weiteren Regionen der Ukraine mit der Rationierung von Strom begonnen. So wird Strom regelmäßig für mehrere Stunden abgestellt, um eine Überlastung des gesamten Stromnetzes zu verhindern.
Iran bestätigte die Lieferung von Drohnen an Russland, behauptete aber, diese seien „vor dem Krieg“ geliefert worden.
Das Institute for the Study of War veröffentlicht die Einschätzung, dass Russland ungeachtet der über 300.000 einberufenen Personen die Mobilmachung fortführt.
Nach Einschätzung des britischen Militärgeheimdienstes ist das russische Militär mit Vorbereitung und Ausbildung der etwa 300.000 für den Kriegseinsatz einberufenen Personen überfordert. Der britische Geheimdienst verwies auf den Umstand, dass mit Monatsbeginn November jährlich etwa 120.000 russische Wehrpflichtige eine Grundausbildung beginnen und dass russische Militäreinheiten mangels Ausbildern und Einrichtungen in Belarus trainieren würden. Der Geheimdienst geht davon aus, dass dennoch viele russische Soldaten, die nach der Ausrufung der Mobilmachung in die Ukraine geschickt wurden, kaum eine oder überhaupt keine Ausbildung erhalten haben. Erste nach der Verkündigung der Mobilmachung eingezogene Reservisten sind bereits Mitte Oktober in der Ukraine gefallen. Angehörige hatten im Zuge dessen erklärt, dass die Gefallenen teils ganz ohne militärische Ausbildung an die Front geschickt wurden.

### 6. November
Entlang des Flusses Dnepr in der Oblast Cherson begannen russische Einheiten nach Darstellung des ukrainischen Militärs, Boote der dortigen Zivilbevölkerung zu zerstören.
Nach Einschätzung des britischen Militärgeheimdienstes versucht die russische Führung die Verantwortung für das schlechte Abschneiden ihrer Invasionstruppen in der Ukraine auf die russischen Kommandeure abzuwälzen. Der Geheimdienst verwies darauf, dass die russische Führung seit Kriegsbeginn eine Reihe von Kommandeuren von ihren Posten entbunden hat.
Laut dem Institute for the Study of War hat der Militärkommandeur der selbstproklamierten „Volksrepublik Donezk“, Alexander Chodakowski, angegeben, dass bis zu 60 Prozent der seit Mitte Mai erlittenen Verluste der eigenen Truppen auf Eigenbeschuss zurückführbar sein könnten.

### 7. November
Die Ukraine hat fünf kriegswichtige Großunternehmen enteignet und direkt dem Verteidigungsministerium unterstellt. Betroffen sind der zuvor bereits teilstaatliche Erdölförderer Ukrnafta, der Erdölverarbeiter Ukrtatnafta, der Transformatorenhersteller ZTR, der Lastkraftwagenproduzent KrAZ und das Flugmotorenunternehmen Motor Sitsch.
Nach Angaben des russischen Präsidenten sind von den über 300.000 nach der Mobilmachung einberufenen Personen bereits etwa 50.000 im Kampfeinsatz.
Laut dem ukrainischen Präsidenten sind in den vergangenen Tagen täglich hunderte russische Soldaten gefallen. Ein Beschwerdebrief von Angehörigen einer Einheit der russischen Streitkräfte, laut dem innerhalb von vier Tagen 300 Soldaten jener Einheit bei Kämpfen im Gebiet Donezk gefallen seien, sowie Berichte von russischen Soldaten über die Zerstörung ihrer Einheit am 2. November im Gebiet Luhansk lassen diese Angabe des ukrainischen Präsidenten stimmig erscheinen.
Einen Tag vor den US-Wahlen 2022 hat der russische Unternehmer Jewgeni Prigoschin, dem die Verstrickung in verdeckte Propagandaaktivitäten der russischen Regierung vorgeworfen wurde, bezüglich russischer Einmischung in US-Wahlen erklärt: „Wir haben uns eingemischt, wir tun es und wir werden es weiter tun“.

### 8. November
Nach Angaben des ukrainischen Präsidenten waren wegen der teils zerstörten Infrastruktur abermals rund vier Millionen Ukrainer ohne Strom.
In der Region um die unter russischer Besatzung stehende Stadt Cherson registrierte das ukrainische Militär nach eigenen Angaben die fortgesetzte organisierte Plünderung durch russisches Militär. Es seien sowohl Konvois mit gestohlenen Haushaltsgeräten und Baumaterialien beobachtet als auch die Demontage von Mobilfunkmasten und -anlagen wahrgenommen worden. Zudem seien aus einem Regionalmuseum „alle Kunstgegenstände und sogar die Möbel“ entwendet worden.
Nach Angaben des britischen Militärnachrichtendienstes hat russisches Militär an zwei Orten im besetzten Gebiet Donezk mit der Errichtung von Panzersperren um die Stadt Mariupol begonnen.
Nach Angaben eines Mitglieds des Nationalen Sicherheits- und Verteidigungsrats der Ukraine ist die Wiederherstellung der territorialen Integrität die Hauptbedingung für die Wiederaufnahme von Verhandlungen mit Russland.

### 9. November
In einer für das russische Staatsfernsehen inszenierten Sitzung empfahl General Sergei Surowikin öffentlich dem russischen Verteidigungsminister Sergei Schoigu den Rückzug aller westlich des Dnepr befindlichen russischen Einheiten, worauf Schoigu diesen längst laufenden Rückzug sogleich „anordnete“.
Laut russischen Beamten wurde der stellvertretende Leiter der Militär-Zivil-Regierung von Cherson, Kyrylo Stremoussow, während einer Fahrt in Richtung Krim bei einem Autounfall getötet. Aufnahmen des Unfallwagens erweckten Zweifel an dieser Darstellung. Wladimir Putin erließ ein Dekret, mit dem Stremoussow posthum der Tapferkeitsorden verliehen wurde.

### 10. November
Russische Besatzungstruppen haben in Verbindung mit dem angekündigten Rückzug wichtige Teile der Infrastruktur der Stadt Cherson zerstört: Ein Kraftwerk, Heizkraftwerke, die lokale Rundfunkanstalt und Funkmasten wurden gesprengt. Die Stadt sei ohne Strom und Wasser.
Am Abend berichtete der ukrainische Präsident Wolodymyr Selenskyj, dass die ukrainische Armee in den letzten Tagen in der Oblast Cherson, westlich des Dnepr, bereits 41 Siedlungen befreit habe, exakt so viele, wie sie schon zwischen dem 1. und 9. Oktober zurückerobern konnte.

### 11. November

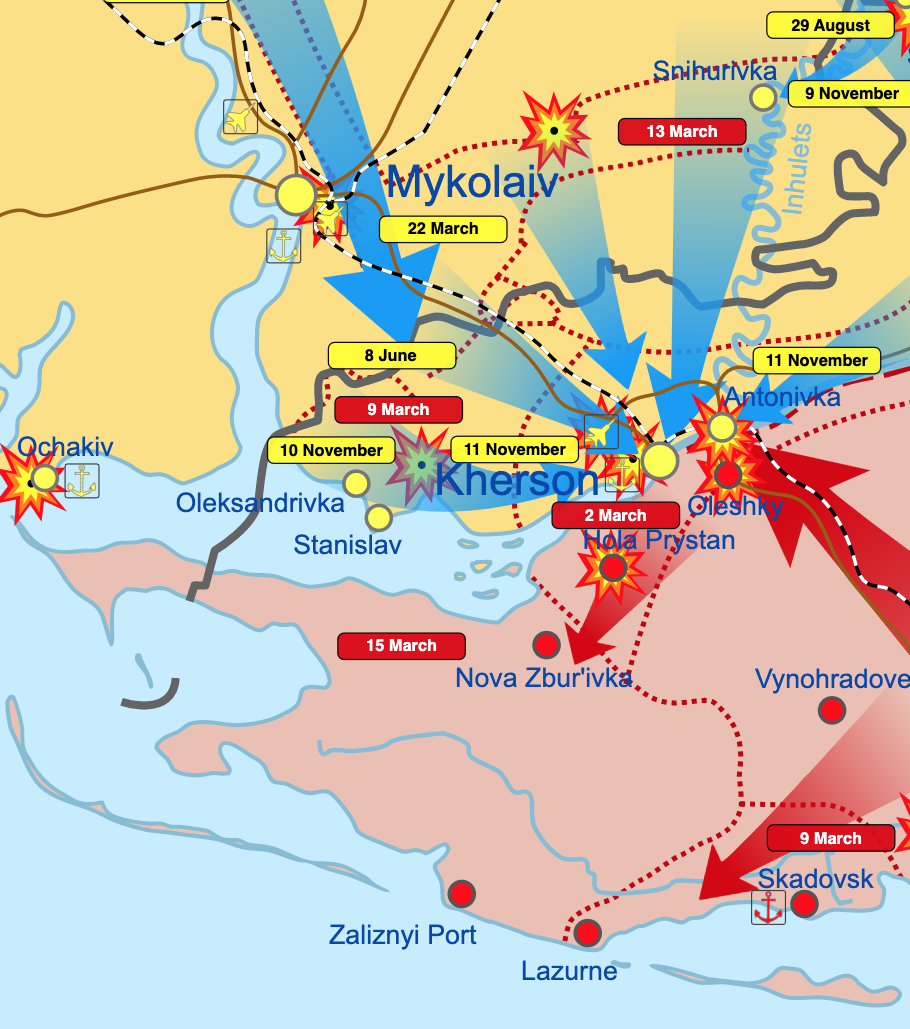
Verlauf der Befreiung der Stadt Cherson

Laut der russischen Nachrichtenagentur Interfax wurden 30.000 russische Soldaten aus dem westlich des Dnepr liegenden Teil der Cherson-Region abgezogen. Russland begann eigenen Angaben zufolge sogleich mit dem Beschuss angeblicher militärischer Ziele des Gebietes. Mit dem Ende des Rückzugs vom rechten, nordwestlichen Ufer des Dnepr wurden in der Nacht auf den 11. November 2022 mehrere Segmente der Eisenbahn- und Straßenbrücken über die Staumauer des Kachowkaer Stausees und der Antoniwkabrücke zum Einsturz gebracht. Auch die Antoniwka-Eisenbahnbrücke sowie eine bei Darjiwka gelegene Brücke über den Inhulez wurde zerstört. Erste ukrainische Militärangehörige drangen ohne Widerstand ins Zentrum der Stadt Cherson vor und wurden dort von der Bevölkerung gefeiert.
Laut Beobachtung des Royal United Services Institute verlief der russische Rückzug aus Gebieten westlich des Dnepr geordneter als jener Rückzug aus der Oblast Charkiw. So hätten russische Truppen beim Rückzug teilweise Relief in place-Manöver (einen gesicherten Abzug) vollzogen.
Der russische Ministerpräsident Michail Mischustin unterzeichnete einen Antrag, welcher dem Justizministerium ab dem 1. Dezember erlaubt, im Internet personenbezogene Daten von Personen zu veröffentlichen, die als „ausländische Agenten“ eingestuft wurden. Zu den personenbezogenen Daten zählen u. a. der vollständige Name, Daten der Identifikationsausweise sowie die Wohnadresse. Seit der Verschärfung 2022 können auf dieser Liste auch Personen landen, die „vom Ausland beeinflusst sind“, ohne vom Ausland finanziert worden zu sein.
Dem ukrainischen Präsidenten zufolge sind etwa 170.000 Quadratkilometer der Ukraine vermint.

### 12. November
Laut russischen Nachrichtenagenturen hat die russische Besatzungsverwaltung ihr Verwaltungszentrum für die Oblast Cherson in die Stadt Henitschesk verlegt.
Die Situation in der Stadt Cherson ist laut Angaben der Stadtverwaltung „eine humanitäre Katastrophe“. Den Bewohnern fehle es an Wasser, Medizin und Nahrung. Der Energieversorger der Region versprach, dass die Siedlungen in den befreiten Regionen der Oblast Cherson wieder mit Strom versorgt werden. Dem britischen Militärnachrichtendienst zufolge ist es das russische Kommandozentrum in der Ukraine, das nach Henitschesk verlegt worden sei. Der Nachrichtendienst kommentierte, dass Henitschesk für das russische Streitkräftekommando in der Ukraine strategisch günstig liege, unter anderem weil es durch die Verbindung zur Krim gut an Nachschublinien angeschlossen sei es und weil es dort noch nicht für ukrainische Artillerie erreichbar sei.
In der Ortschaft Hornostajiwka, deren Einwohner sich der „Evakuierung“ durch Russland widersetzt hatten, schlugen russische Granaten ein.

### 13. November
Dem britischen Militärnachrichtendienst zufolge beschloss der russische Bildungsminister Sergei Krastow, ab September 2023 militärische Lehrstunden an russischen Schulen einzuführen. Dem Nachrichtendienst zufolge bestand bereits bis zum Jahr 1993, während der Zeit der Sowjetunion, ein militärisches Programm an russischen Schulen. Laut dem britischen Militärgeheimdienst bestand jenes sowjetische Programm aus Unterrichtsstunden zur Handhabung von Kalaschnikows, aus Erste-Hilfe-Unterricht und aus Verhaltensunterricht bei Angriffen/Einsatz von ABC-Waffen. Bereits im Jahr 2014 ist laut dem Nachrichtendienst ein Versuch in Russland unternommen worden, das militärische Schulprogramm wieder aufzunehmen.

### 14. November

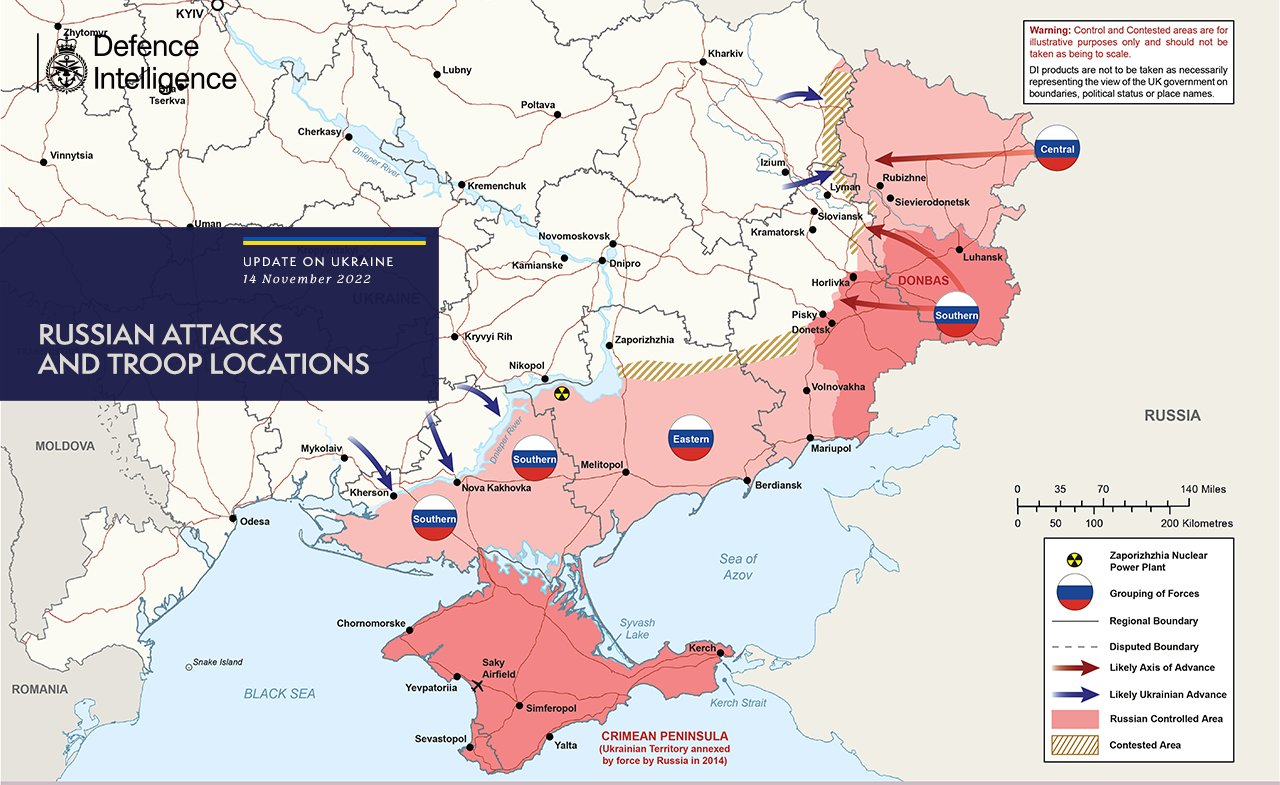
Lagebild des britischen Verteidigungsministeriums vom 14. November 2022

Sowohl russische wie westliche Quellen berichteten von möglichen amphibischen Operationen ukrainischer Kräfte auf dem linken, östlichen Ufer des Dnepr, auf der im Mündungsgebiet vorgelagerten, strategisch gelegenen Kinburn-Halbinsel.
Die Außenminister der EU-Staaten beschlossen den Start einer Ausbildungsmission für ukrainische Streitkräfte – zunächst 15.000 Soldaten – in der EU.
Der ukrainische Präsident Selenskyj besuchte die befreite Stadt Cherson – in der etwa 80.000 von ehemals 280.000 Einwohnern verblieben waren – und sagte, dass in den zurückeroberten Teilen der Region Cherson russische Kriegsverbrechen aufgedeckt worden seien. Laut Selenskyj wurden im Verlauf der Befreiung des westlich des Dnepr liegenden Teils der Oblast Cherson außerdem 2000 Minen entschärft. Neben Minen in den Straßen leide die Bevölkerung der Stadt wegen zerstörter Leitungen unter Wasser- und Strommangel. Zugleich gebe es keinen Handyempfang. Am 14. November erreichte die Stadt ein erster Konvoi des UN-Nothilfebüros OCHA.
Die UN-Generalversammlung verabschiedete eine Resolution als Grundlage für die Erhebung von russischen Reparationen aufgrund der verursachten Kriegsschäden in der Ukraine. Für diese UN-Resolution stimmten 94 Staaten. 73 Staaten enthielten sich, 14 Staaten sprachen sich dagegen aus, darunter China, und 12 stimmten nicht ab.

### 15. November
Der ukrainischen Regierung sind nach eigenen Angaben 10.764 ukrainische Kinder namentlich bekannt, die im Zuge des Krieges nach Russland deportiert wurden. Die ukrainische Regierung erklärte, die Kinder mit internationaler Hilfe zurückholen zu wollen.
Bei einem Luftschlag der russischen Streitkräfte verlor das Kernkraftwerk Chmelnyzkyj wegen der Beschädigung einer Hochspannungsleitung seine Netzanbindung. Die Blöcke mussten schnell abgeschaltet werden und konnten neun Stunden lang nur noch von Notstromaggregaten versorgt werden. Und ein Ziel der russischen Angriffe war wohl auch eine Schaltanlage unweit der Grenze zu Polen, über die eine der Leitungen läuft, welche das ukrainische Stromnetz mit dem in Westeuropa verbindet.
Bei einem der massivsten russischen Raketenangriffe seit Kriegsbeginn wurden nach ukrainischen Angaben unter anderem die Großstädte Kiew, Lwiw und Charkiw und fünfzehn Standorte der Energie-Infrastruktur des Landes getroffen. Über Raketenbeschuss wurde auch aus den Gebieten Tscherkassy, Kirowohrad, Chmelnyzkyj und Dnipropetrowsk berichtet. Ein Sprecher der ukrainischen Luftwaffe sprach von etwa 100 Raketen, die Russland insgesamt abgefeuert habe, was den zweitgrößten Raketenangriff seit Beginn der Offensive am 24. Februar bedeuten würde. Bei dem massiven Beschuss konnten nach Angaben des ukrainischen Militärs 73 Marschflugkörper und Raketen sowie 17 Drohnen abgeschossen werden. Die Energieversorgung ist dem ukrainischen Präsidialamt zufolge kritisch. Der Betreiber Ukrenerho teilt mit, die schlimmsten Schäden seien in den nördlichen und zentralen Regionen des Landes entstanden. Nach den Raketenangriffen fiel in mehreren Regionen des Landes der Strom aus. In der Hauptstadt Kiew wurde ebenfalls die Versorgung gekappt, weil Netzbetreiber sich gezwungen sahen, notfallmäßig Teile des Netzes abzuschalten. Insgesamt sind nach Angaben der ukrainischen Regierung zeitweise mehr als sieben Millionen Haushalte in der Ukraine ohne Strom. Auch die Republik Moldau meldete „große Stromausfälle“ nach jenen russischen Luftangriffen auf die Ukraine.
Eine Explosion ereignete sich gegen 15:30 Uhr im polnischen Dorf Przewodów nahe der Grenze zur Ukraine, wobei ein mit Mais beladener Anhänger zerstört wurde und zwei Mitarbeiter eines landwirtschaftlichen Betriebes ums Leben kamen. Nicht gesicherten Informationen der Associated Press, die sich auf einen US-Geheimdienstmitarbeiter beruft, sowie des polnischen Hörfunksenders Radio Zet zufolge sei die Explosion durch fehlgeleitete russische Raketen verursacht worden. Das US-Verteidigungsministerium erklärte zunächst, die Berichte könnten nicht bestätigt werden. Einem interviewten Vertreter der polnischen Feuerwehr war unmittelbar nach dem Vorfall noch „unklar, was geschehen ist“. Das russische Verteidigungsministerium dementierte, für die Explosion verantwortlich zu sein. Die polnische Regierung unter Ministerpräsident Mateusz Morawiecki versetzte einen Teil seiner Streitkräfte in erhöhte Bereitschaft. In der Nacht auf den 16. November erklärte das polnische Außenministerium, dass es sich bei der Explosion um den Einschlag einer Rakete aus russischer Produktion gehandelt habe. Das Ministerium bestellte den russischen Botschafter in Warschau, Sergei Andrejew, ein. Der polnische Staatspräsident Andrzej Duda teilte wenig später jedoch mit, dass die polnische Regierung noch keinen abschließenden Beweis habe, wer die Rakete abgefeuert habe. Sowohl die Ukraine als auch Russland verwenden Raketen sowjetischer Konstruktion. In einem Bericht der New York Times wurde spekuliert, ob die Explosion durch herabgefallene Raketentrümmer bzw. Raketenreste verursacht worden sein könnte, die bei der Zerstörung russischer Raketen durch ukrainische Luftabwehr entstehen. Der ukrainische Außenminister Dmytro Kuleba schloss eine von einer ukrainischen Luftabwehrrakete verursachte Explosion aus.
US-Präsident Joe Biden sagte nach einem Krisentreffen der G7 und weiterer Mitgliedsstaaten der NATO am Rande des G20-Gipfels auf Bali, nach vorläufigen Informationen sei es angesichts der Flugbahn unwahrscheinlich, dass die Rakete aus Russland abgefeuert wurde. Er betonte aber, dass die Untersuchung noch nicht abgeschlossen sei. Der polnische Präsident Duda erklärte am frühen Nachmittag, dass die Rakete „höchstwahrscheinlich“ von der ukrainischen Luftabwehr stamme. NATO-Generalsekretär Jens Stoltenberg erklärte ebenfalls, man habe keine Anhaltspunkte für einen gezielten russischen Angriff.
Nach vorläufigen Analysen sei der Vorfall wahrscheinlich durch eine ukrainische 5W55-Flugabwehrrakete verursacht worden, die gegen russische Angriffe mit Marschflugkörpern eingesetzt worden sei. Es durften auch ukrainische Ermittler an der Untersuchung teilnehmen. Zuvor hatte der ukrainische Präsident Selenskyj bestritten, dass es sich um eine ukrainische Luftabwehrrakete handeln könnte, und Zugang zur Einschlagsstelle gefordert.

### 17. November
Am Morgen fanden Raketenangriffe auf zwei Infrastruktureinrichtungen in Dnipro statt; auch in Odessa gab es Beschuss. Im ganzen Land galt Luftalarm. In Kiew wurden nach Angaben der Stadtverwaltung zwei russische Marschflugkörper und zwei Kampfdrohnen abgeschossen. Auch am Abend meldete die Ukraine russische Angriffe auf mehrere Städte. In der Folge waren laut ukrainischer Regierung 10 Millionen Ukrainer von Stromausfällen betroffen. Der russische Regierungssprecher Dmitri Peskow verteidigte die russischen Raketenangriffe auf systemkritische Infrastruktur in der Ukraine; die russischen Streitkräfte würden bei ihren Raketenangriffen nur Infrastrukturobjekte mit einem „direkten oder indirekten Bezug“ zum ukrainischen Militär ins Visier nehmen.
Nach der Rückeroberung Chersons durch die Ukraine verschanzen sich nach Angaben des US-Verteidigungsministeriums südöstlich des Flusses Dnepr Zehntausende russische Soldaten. Satellitenbilder von Maxar Technologies und dem Münchener Luft- und Raumfahrtunternehmen European Space Imaging belegen jedenfalls, dass die russischen Streitkräfte bereits Wochen vor dem Rückzug aus dem Gebiet westlich des Dnepr damit begannen, an der Ostseite des Flusses Stellungen (unter anderem beim Flussübergang bzw. Staudamm bei Nowa Kachowka) zu bauen. Gleichzeitig hatte das russische Militär im Oktober 2022 mit dem Rückbau von Basen aus Regionen begonnen, die durch den Rückzug für ukrainische Artillerie erreichbar wurden. Dennoch hatte Russland unter anderem bei der bei Tschaplynka liegenden Basis noch bis zum 8. November (zwei Tage vor dem Rückzug über den Fluss Dnepr) Kampfhubschrauber stationiert. Seit den Gebietsgewinnen westlich des Dnepr in der Oblast Cherson können die ukrainischen Streitkräfte mittels HIMARS Ziele im Süden, bis nach Armjansk, bekämpfen.
Nach ukrainischen Angaben wurden in Cherson elf Orte entdeckt, an denen Personen gefangen gehalten worden sein sollen. An vier Orten wiesen Spuren auf Folter hin. Es wurden 63 Leichen gefunden. Strafverfolgungsbehörden zählen 436 Fälle von Folter während der russischen Besatzung.
Das Getreideabkommen über den Export von Getreide über das Schwarze Meer, welches ohne Verlängerung aufgrund seiner 120-tägigen Befristung ausgelaufen wäre, wurde um weitere vier Monate verlängert. Die Verlängerung trat ohne Vertragsveränderungen zum 18. November in Kraft.

### 18. November

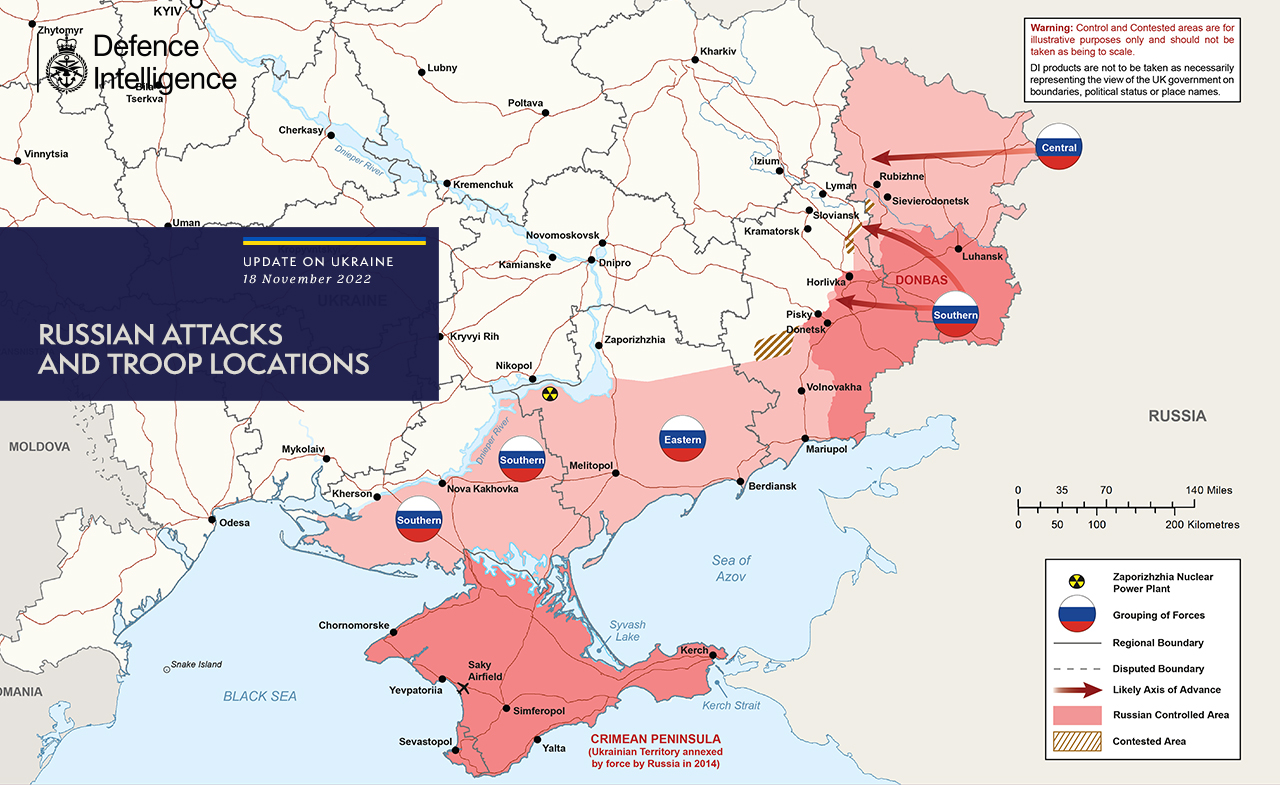
Lagebild des britischen Verteidigungsministeriums vom 18. November 2022

Bei der von ukrainischen Truppen gehaltenen Stadt Awdijiwka (bei den Dörfern Wodjane, Krasnohoriwka und Marjinka) wurden am 18. November schwere Gefechte ausgetragen. Dies vermeldeten sowohl das ukrainische Militär als auch russische Kriegsblogger. Nach Einschätzung des Institute for the Study of War verlegte die russische Streitkräfteführung an diesen Frontabschnitt, nördlich der Stadt Donezk, jene russischen Truppen, die aus dem Gebiet Cherson, westlich des Dnepr, abgezogen worden waren. Weiterer Schwerpunkt der Gefechte ist laut Lagebericht des ukrainischen Generalstabs die Region um die Stadt Bachmut.
Die russischen Behörden begannen auf der Halbinsel Krim nach eigenen Angaben mit dem Bau von Verteidigungslinien.
Laut ukrainischen Angaben sind rund 30 Prozent des Territoriums der Ukraine infolge des russischen Angriffskriegs vermint. Die Fläche und die Zahl der Landminen auf ukrainischem Territorium habe sich im Vergleich zur Zeit vor dem Krieg verzehnfacht.
Dem ukrainischen Regierungschef Denys Schmyhal zufolge ist durch die andauernde Bombardierung die Hälfte der ukrainischen Energie-Infrastruktur beschädigt oder zerstört.

### 19. November
Die Washington Post meldete am 19. November 2022, die russische und die iranische Regierung hätten sich Anfang November darauf geeinigt, Shahed-Drohnen auf russischem Boden zu produzieren. Die russische Armee setzt die Drohnen unter anderem für Angriffe auf die ukrainische Infrastruktur der Energieversorgung ein. Mit einer eigenen Produktion könnte Russland die Attacken ausweiten.

### 20. November
Am von Russland besetzten Kernkraftwerk Saporischschja hat es am Samstag und Sonntag erneut Explosionen gegeben, teilte die Internationale Atomenergie-Organisation (IAEA) am Sonntag mit. IAEA-Experten vor Ort hätten von dutzenden Einschlägen in der Nähe und auf dem Gelände der größten europäischen Atomanlage berichtet, teilte die Behörde mit. Die Leitung des Kraftwerks habe Schäden an einigen Gebäuden, Systemen und Geräten gemeldet. Die nukleare Sicherheit sei jedoch bislang nicht beeinträchtigt. Es habe keine Verletzten gegeben. Der ukrainische Energieversorger Energoatom sprach von mindestens zwölf Treffern auf Infrastrukturanlagen des Kraftwerkes. Die beschädigten Geräte deuteten nach Ansicht von Energoatom darauf hin, dass die Angreifer gezielt die Infrastruktur angegriffen und deaktiviert haben, die für den Neustart der Blöcke 5 und 6 erforderlich ist und damit für die Wiederherstellung der Stromerzeugung für die Ukraine. IAEA-Generaldirektor Grossi sprach von einem „Spiel mit dem Feuer“. Laut Energoatom wurde auf dem AKW-Gelände Infrastruktur getroffen, unter anderem Kommunikationssysteme und Systeme von Dieselgeneratoren. Treffer seien auch an einem Umspannwerk registriert worden.
Nach Angaben der ukrainischen Regierung wurden seit Februar durch Russland rund 4700 Raketen auf Ziele in der Ukraine abgefeuert. Nach Angaben der ukrainischen Generalstaatsanwaltschaft wurden seit Februar 2022 mehr als 8300 Zivilisten in der Ukraine infolge des Krieges getötet. Mehr als 11.000 Menschen in der Ukraine sind seit Beginn der russischen Invasion verletzt worden.

### 21. November
Der CEO des ukrainischen Stromversorgers DTEK, Maksym Timtschenko, hat im britischen Rundfunk BBC die Bevölkerung der Ukraine aufgerufen, das Land zu verlassen, falls sie eine Möglichkeit haben, damit das Stromsystem entlastet wird. Damit soll auch ermöglicht werden, dass die Krankenhäuser noch mit Strom versorgt und damit auch verletzte Soldaten behandelt werden können.

### 22. November
Die deutsche Verteidigungsministerin Christine Lambrecht bot Polen die Entsendung eines Flugabwehrraketen-Systems vom Typ MIM-104 Patriot an die polnisch-ukrainische Grenze an, um den polnischen Luftraum zu schützen. Der polnische Verteidigungsminister Mariusz Błaszczak sagte, er habe das deutsche Angebot angenommen.
Unterdessen drohte das russische Unternehmen Gazprom mit einer weiteren Drosselung der Gaslieferungen durch die über ukrainisches Territorium verlaufenden Pipelines, die trotz des Krieges weiterhin in Betrieb sind. Der Konzern äußerte den Vorwurf, dass rund 52,5 Millionen Kubikmeter für die Republik Moldau bestimmtes Gas nicht am Bestimmungsort eingetroffen sei. Die moldauische Regierung hingegen macht Russland für den drohenden Engpass verantwortlich.

### 23. November
Das EU-Parlament verabschiedete eine Resolution, mit der Russland in der EU als staatlicher Unterstützer von Terrorismus eingestuft wird. Die Resolution ist rechtlich nicht bindend und hat somit keine unmittelbaren Folgen für die EU-Mitgliedstaaten. Für die Resolution stimmten 494 EU-Abgeordnete. 58 Abgeordnete stimmten dagegen und 44 enthielten sich. Noch am selben Tag wurde der Internetauftritt des EU-Parlaments durch eine DDoS-Attacke, zu der sich eine zum Kreml loyale Hackergruppe bekannte, überlastet.
Russland setzte seine Angriffswelle auf die ukrainische Energie-Infrastruktur fort. Nach Angaben der Ukraine sind dabei 70 Raketen sowie Kampfdrohnen eingesetzt worden. 51 russische Raketen sowie fünf Drohnen seien im Anflug abgeschossen worden. Davon seien 30 Raketen auf Kiew abgefeuert worden. Die Angriffe führten nach ukrainischen Angaben zu landesweiten Stromausfällen. Daher sei das Notfallsystem der drei AKWs Riwne, Piwdennoukrainsk und Chmelnyzkyj aktiviert worden, teilte der staatliche Betreiber Energoatom per Telegram mit. Dabei blieben die Strahlungswerte in Anlagen und Umgebung unverändert. Zeitgleich wurde über großflächige Probleme in der benachbarten Republik Moldau berichtet: Der stellvertretende Ministerpräsident Andrei Spinu vermeldete „landesweit massive Stromausfälle“. Kiews Bürgermeister Vitali Klitschko sagte, dass in der Drei-Millionen-Metropole die Wasserversorgung ausgefallen sei wie auch teilweise das Fernwärmesystem zusammen mit Stromnetz, Internet und Mobilfunknetz. Die Wasserversorgung funktionierte am Folgetag wieder mit eingeschränkter Leistung, insbesondere in Hochhäusern reichte der Wasserdruck nicht aus.
Die ukrainische Regierung veröffentlichte eine Übersicht zum angeblichen stark verminderten Lagerbestand des russischen Raketenarsenals.
Der sogenannte Rat der Frauen und Mütter, ein Zusammenschluss weiblicher Angehöriger von getöteten oder vermissten russischen Soldaten aus angeblich etwa 90 russischen Städten, verabschiedete nach einer per Livestream übertragenen Sitzung eine Erklärung, in der sie deutliche Kritik und Misstrauen gegenüber dem Machtsystem in der Russischen Föderation zum Ausdruck brachte. In der Erklärung werden u. a. die Korruption in Russland, Personalmangel und Misswirtschaft bei den russischen Streitkräften sowie die Zensur und Unterdrückung der Rede- und Meinungsfreiheit in Russland angesprochen.

### 24. November
Stand November 2022 wurden nach Angaben der Internationalen Kommission für vermisste Personen über 15.000 Menschen in der Ukraine vermisst.
Über einen möglichen Einsatz der belarussischen Armee gegen die Ukraine sagte Staatschef Aljaksandr Lukaschenka, dass es Belarus „nur noch schlimmer“ machen würde, wenn es sich „mit Soldaten in diesen Konflikt einmische“.

### 27. November
Nach Angaben des britischen Militärgeheimdienstes erlitten die russischen Streitkräfte in den vorherigen zwei Wochen massive Verluste in der Oblast Donezk, bei Pawliwka und Wuhledar.

### 28. November
Nach Angaben des ukrainischen Militärs sind die Gebiete um Bachmut und Awdijiwka die umkämpftesten. Die russischen Streitkräfte setzten dort unter anderem Raketenwerfer, Minenwerfer, Kampfflugzeuge und Panzer ein. Die russische Armee führe dort etwa 200 Artillerieschläge täglich durch. Nach Angaben des britischen Militärgeheimdienstes beschießen die russischen Streitkräfte auch die Stadt Cherson täglich mit Artillerie. Allein am Vortag, dem 27. November, seien 54 Artillerieschläge in Cherson gemeldet worden. Bereits zuvor hatte die UN-Nothilfekoordinatorin für die Ukraine über massive russische Angriffe in den vergangenen Tagen auf die Stadt und eine Flucht der Stadtbewohner berichtet: „Der Grad der Zerstörung, das Ausmaß der Zerstörung, was in der Stadt und der Provinz gebraucht wird – es ist gewaltig.“ Laut dem Energieversorger Ukrenerho ist die Energieversorgung in der Stadt Cherson nur für 17 Prozent aller Haushalte gewährleistet.

### 29. November
Am 29. November wurden nach Angaben des ukrainischen Militärs 27 Luft- bzw. Raketenangriffe der russischen Streitkräfte registriert. Das russische Militär erklärte, die Dörfer um Bachmut und Awdijiwka aus der Luft angegriffen zu haben.
Laut der ukrainischen Regierung fehlten dem landeseigenen Energieinfrastrukturnetz noch 30 Prozent der ursprünglichen Leistung. Nach wenige Tage zuvor erfolgten Angaben des Energieversorgers Ukrenerho konnten etwa 80 Prozent der Nachfrage nach Strom in der Ukraine wieder gedeckt werden.

### 30. November

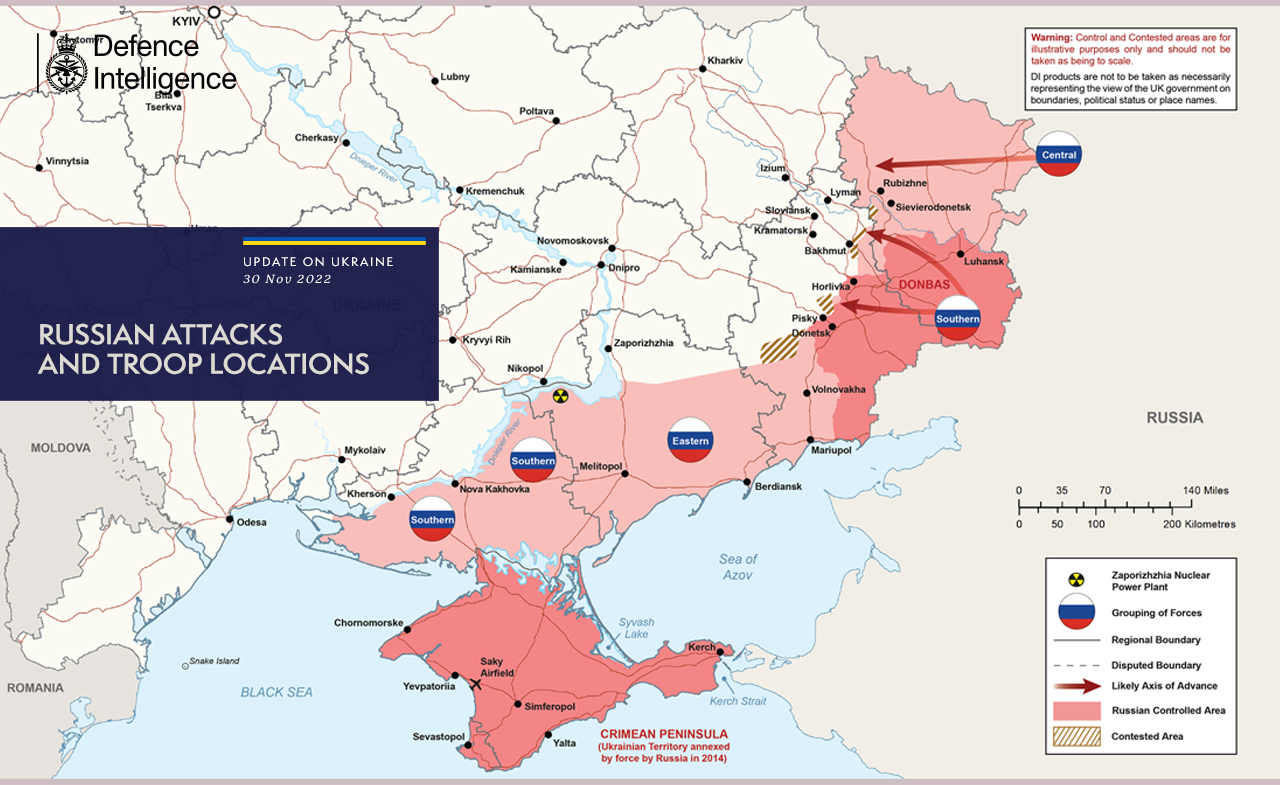
Lagebild des britischen Verteidigungsministeriums vom 30. November 2022

Die Kommission der Europäischen Union gab bekannt, das eingefrorene Vermögen der russischen Zentralbank – etwa 300 Milliarden Euro Devisen – erst dann wieder freizugeben, wenn Russland ein Friedensabkommen mit der Ukraine unterzeichnet, das Kriegsentschädigungen umfasst. Die EU schätzte den durch die Russische Föderation verursachten Schaden in der Ukraine auf 600 Milliarden Euro. Nach Ansicht der EU-Kommission blieb durch das beabsichtigte Vorgehen das Recht auf Eigentum als auch die Staatenimmunität (Schutz vor Zwangsvollstreckung staatlicher Guthaben und Vermögenswerte) gewahrt.
Laut einer am 30. November 2022 von der lettischen Internetzeitung Meduza veröffentlichten, eigentlich nur für internen Regierungsgebrauch angefertigten Meinungsumfrage der russischen Sicherheitsbehörde FSO sprachen sich im November 55 Prozent der Befragten in Russland für Friedensverhandlungen aus, gegenüber nur 32 Prozent im Juli 2022. Für eine Fortführung des Krieges waren im November 2022 nur noch 25 Prozent der befragten Russen, während es vier Monate zuvor noch 57 Prozent gewesen waren. Die Zahlen ähnelten den Ergebnissen ähnlicher Umfragen des Lewada-Zentrums, eines russischen Meinungsforschungsinstituts.

## Dezember

### 2. Dezember
Um die Einnahmen des Verkaufs russischen Erdöls, mit dem Russland den Krieg in der Ukraine mitfinanziert, zu reduzieren, beschlossen die EU-Staaten (Ausnahme: Ungarn), Australien, Japan, Kanada, die Vereinigten Staaten und das Vereinigte Königreich eine weltweite Preisobergrenze für russisches Erdöl. Sie gilt seit dem 5. Dezember 2022 zusammen mit dem von der EU beschlossenen Import-Embargo von russischem Öl (das ausschließlich für die EU gilt). Um Marktentwicklungen zu berücksichtigen, soll die Preisobergrenze laut dem Beschluss im Abstand von einigen Monaten überprüft werden. Nach Angaben der EU-Kommission werden Entwicklungs- und Schwellenländer von der Preisobergrenze profitieren. Außerdem steigere die Preisobergrenze die Effektivität der gegen Russland verhängten Sanktionen. Versicherungen und Reedereien werden sich somit nur noch an russischen Ölgeschäften beteiligen können, wenn der Rohstoff für unter 60 Dollar verkauft wurde. Da sich große Firmen aus Angst vor westlichen Strafmaßnahmen sehr wahrscheinlich an die Regelung halten werden, kaufte Russland, das bisher auf den Transport seines Öls durch ausländische Tanker angewiesen war, insgeheim eine Schattenflotte von über 100 älteren Tankern zusammen, um selbst Transporte durchführen zu können.

### 3. Dezember
Ukrainische Spähtrupps drangen auf das linke Ufer des Flusses Dnipro gegenüber der Stadt Cherson vor und hissten dort die ukrainische Flagge.

Nach Auffassung des britischen Militärnachrichtendienstes konzentrierte Russland seit Anfang August 2022 einen großen Teil seiner militärischen Anstrengungen und Feuerkraft entlang einer 15 Kilometer langen Frontlinie vor der von ukrainischen Kräften gehaltenen Stadt Bachmut. Russland plane wahrscheinlich die Einkreisung der Stadt. Eine Einnahme der Stadt könne Russland erlauben, die beiden nordöstlich gelegenen Städte Kramatorsk und Slowjansk zu bedrohen. Die Operation habe jedoch wenig Nutzen unter Berücksichtigung der bereits aufgewendeten hohen Kosten.

### 5. Dezember
Am Montag kam es zu Explosionen auf dem russischen Militärflugplatz Engels-2 in der Nähe der Stadt Engels in der Region Saratow hunderte Kilometer von der ukrainischen Grenze entfernt; Explosionen wurden auch auf einem weiteren Flugfeld bei Rjasan, ca. 200 km südöstlich von Moskau gemeldet. Auf der Luftwaffenbasis Engels-2 wurden zwei Flugzeuge beschädigt. Lokalen russischen Medienberichten zufolge war im Gebiet Rjasan ein Benzinlaster auf dem Rollfeld explodiert; in Rjasan kamen mehrere Militärangehörige ums Leben. Mindestens einer der beiden Angriffe wurde nach ukrainischen Verlautbarungen von ukrainischen Spezialkräften auf russischem Boden durchgeführt. Bei mindestens einem der beiden Angriffe kam eine Tupolew M-141-Drohne zum Einsatz.
Am Abend des gleichen Tages kam es zu einer weiteren Explosion auf einem russischen Flughafen, bei der in der Nähe von Kursk ein Treibstoffdepot ausbrannte.
Von den Russen wurden mehr als 70 Geschosse auf Großstädte in die Ukraine abgefeuert. Davon konnten laut ukrainischer Luftwaffe mehr als 60 abgefangen bzw. im Flug zerstört werden. In der Hafenstadt Odessa wurden hingegen zwei Infrastrukturobjekte getroffen; infolge von Stromausfällen fielen dort Wasserversorgung und Fernheizung aus.

### 6. Dezember
Im von russischen Truppen besetzten Teil der Oblast Cherson kündigte die Besatzungsverwaltung zum Jahresende einen Währungswechsel an und forderte die Bevölkerung auf, ihr Hrywnja-Geldvermögen in Rubel umzutauschen.
Um das „Gleichgewicht zwischen Stromerzeugung und -verbrauch“ nach den Angriffen auf die ukrainische Energieinfrastruktur aufrechtzuerhalten, hat der staatliche Versorger Ukrenerho in allen Regionen der Ukraine den Strom abgeschaltet. Systemrelevante Infrastruktur-Einrichtungen sind aber nicht betroffen. In der Oblast Kiew war bereits zuvor die Hälfte der 1,8 Millionen Bewohner ohne Strom, weil ein Kraftwerk in zwei Monaten 17-mal beschossen worden war. Laut Ukrenerho wurden seit Kriegsbeginn über 1000 Granaten und Raketen auf das ukrainische Stromnetz abgefeuert.

### 7. Dezember
Am 7. Dezember beschossen die russischen Streitkräfte Kurachowe in der Oblast Donezk und töteten dabei zehn Zivilisten und verletzten fünf weitere.
Der britische Militärgeheimdienst gibt an, dass Russland Schützen- und Laufgräben zwischen der eigenen Grenze und dem 60 Kilometer entfernten Swatowe (in der Oblast Luhansk gelegen) ausgehoben hat.

### 9. Dezember
Dem ukrainischen Staatsunternehmen Energoatom zufolge entführten russische Soldaten zwei hochrangige Mitarbeiter aus dem Kernkraftwerk Saporischschja. Beide seien „geschlagen“ worden, bevor sie in eine „unbekannte Richtung“ weggebracht wurden.
Der Präsident der Ukraine Wolodymyr Selenskyj warf Russland vor, die Frontstadt Bachmut nach Wochen des unerbittlichen Beschusses durch russische Streitkräfte „zerstört“ zu haben.
Ein Gericht in Moskau verurteilte den prominenten Oppositionspolitiker Ilja Jaschin zu achteinhalb Jahren Gefängnis. Jaschin hatte in von der russischen Propaganda abweichender Art über das Massaker von Butscha berichtet.

### 10. Dezember
Nach Beschuss der ukrainischen Großstadt Odessa durch Kamikazedrohnen brach dort das Stromnetz zusammen. Nach Angaben des örtlichen Gouverneurs Maksym Martschenko wurden bei dem Beschuss mehrere Energieanlagen zerstört. Strom stehe nur noch für systemkritische Einrichtungen wie Krankenhäuser, Geburtskliniken, Pumpstationen oder Kraftwerke zur Verfügung. Der Energieversorger DTEK teilte mit, das Ausmaß der Zerstörung sei gewaltig. Dem Energieministerium von Odessa zufolge könnten bis zu drei Monate vergehen, bis das Stromnetz ganz wiederhergestellt sei. Der Gouverneur rief insbesondere Familien ohne Stromzugang dazu auf, die Region nach Möglichkeit zu verlassen.
Nachdem die russische Seite den ukrainischen Beschuss der Krim (und russisch besetzter Gebiete im Süden der Ukraine, u. a. bei Melitopol) gemeldet hatte, bestätigte der ukrainische Generalstab eine Reihe von Luftangriffen auf Ziele in den russisch besetzten Gebieten durchgeführt zu haben.

### 11. Dezember
Nach Angaben der ukrainischen Regierung konnte die Stromversorgung in Odessa teilweise wiederhergestellt werden. Westliche Nachrichtendienste gehen davon aus, dass täglich 20.000 bis 40.000 Artilleriegranaten verschossen werden. Dies führe bei beiden Kriegsparteien zu großen Nachschubproblemen.

### 12. Dezember
Der russische Präsident Wladimir Putin hat erstmals in seiner Amtszeit seine traditionelle Pressekonferenz zum Jahresende abgesagt. Die Europäische Union stockt die Militärhilfen für die Ukraine um weitere zwei Milliarden Euro auf.

### 13. Dezember
Eine internationale Geberkonferenz in Paris hat Hilfszusagen von etwa einer Milliarde Euro für die Ukraine erbracht. Zuvor hatte der ukrainische Präsident die Bedürfnisse seines kriegsgeschädigten Landes bei der Energieversorgung im Winter 2022/2023 auf etwa 800 Millionen Euro geschätzt. Vor dem Hintergrund der Angriffe auf die Strominfrastruktur brauche die Ukraine Stromgeneratoren, Transformatoren sowie Baumaterial oder etwa Feuerwehrautos.

### 14. Dezember
Laut Medienberichten seien die USA bereit, Flugabwehrraketen-Systeme vom Typ MIM-104 Patriot an die Ukraine zu liefern und das nötige Personal zuvor auszubilden. Russland warnte in der Folge die USA diese Systeme auszuliefern, ohne dass dies von offizieller Seite bestätigt wurde.
Der russische Ex-Präsident, Dmitri Medwedew, drohte dabei erneut mit Angriffen auf NATO-Staaten.
Die US-Regierung wies diese Warnungen zurück.

### 15. Dezember
Nach Einschätzung des Oberkommandierenden der ukrainischen Streitkräfte, General Walerij Saluschnyj, bereitet Russland 200.000 neue Soldaten vor, um sie im Jahr 2023, „im Februar, bestenfalls im März und schlimmstenfalls Ende Januar“, in einer erneuten Großoffensive einzusetzen. Saluschnyj hat eigenen Angaben zufolge keinen Zweifel daran, dass dieser infanteristische Großangriff auf die ukrainische Hauptstadt Kiew erfolgen werde. Er könne jedoch auch nicht ausschließen, dass der Großangriff vom Süden her gestartet werde. Des Weiteren bezifferte Saluschnyj den Bedarf der ukrainischen Streitkräfte auf 300 Kampfpanzer, 600 bis 700 Schützenpanzer und 500 Haubitzen, um die russischen Streitkräfte auf die Linien vor dem 23. Februar 2022 zurückzudrängen. Der ukrainische Verteidigungsminister Oleksij Resnikow äußerte, es gebe immer mehr Beweise, dass Russland eine neue Offensive vorbereite. Sie könne für Februar geplant sein, wenn die Hälfte der im Rahmen der Teilmobilmachung eingezogenen 300.000 Männer ihr Training absolviert hätten.
Das US-amerikanische Verteidigungsministerium kündigte an, ihr Ausbildungsprogramm für ukrainische Soldaten auf deutschem Boden auszuweiten. So werde die bislang auf den Gebrauch von Waffen ausgerichtete Ausbildung durch Manöver ergänzt. Zudem umfasse die Ausbildung künftig jeden Monat Training für 400 ukrainische Soldaten.
Der Rat der EU verhängte in einem 9. Sanktionspaket Vermögenssperren und EU-Einreiseverbote gegen fast 200 Personen und Einrichtungen aus Russland sowie generelle Handels- und Finanzsanktionen.

### 16. Dezember
Russland startete eine erneute koordinierte Angriffswelle mit Raketen und Marschflugkörpern auf ukrainische Infrastruktur: aus mehreren Landesteilen wurde russischer Beschuss gemeldet. Betroffen waren u. a. Kiew, Odessa, Sumy, Charkiw, Saporischschja, Mykolajiw, Winnyzja, Dnipropetrowsk, Poltawa und Krywyj Rih. In der Großraumregion Charkiw und Poltawa fiel das gesamte Stromnetz aus. Betroffen waren auch Bahnstrecken bei Charkiw, Kropywnyzkyj, Donezk und Dnipropetrowsk. In der Region Kiew hat die Luftabwehr nach Angaben des ukrainischen Militärs 37 von 40 russischen Raketen neutralisiert; über der Region Dnjepropetrowsk seien zehn abgefangen worden. Es wurden auch durch den Beschuss getötete Zivilisten gemeldet. Vor den Angriffen hatte die russische Nachrichtenagentur TASS gemeldet, dass in einem Dorf in Luhansk durch ukrainischen Beschuss Zivilisten getötet worden seien.
In Charkiw, Cherson und Mykolajiw aktivierte die Weltgesundheitsorganisation (WHO) sieben medizinische Teams, um Notfallpatienten zu behandeln und eine grundlegende Versorgung sicherzustellen. Insgesamt sollten bis zu 25 WHO-Notfallteams in der Ukraine aufgebaut werden.
Das bulgarische Parlament verabschiedete erstmals seit Beginn des russischen Überfalls ein militärisches Hilfspaket für die Ukraine; 166 Abgeordnete stimmen dafür, 48 dagegen.

### 18. Dezember
Dem Bürgermeister der ukrainischen Hauptstadt zufolge ist die Wärmeversorgung in Kiew wiederhergestellt.
Der ukrainische Präsident erklärt, dass die Stromversorgung für knapp sechs Millionen Einwohner der Ukraine wiederhergestellt worden sei.
Der Generalstab der ukrainischen Streitkräfte vermeldet, im Donbas mindestens zwei feindliche Munitionslager und Flugabwehrstellungen zerstört sowie einen feindlichen Verband in Stärke von 400 bis 800 Personen (Bataillonsstärke) „außer Gefecht gesetzt“ zu haben.

### 19. Dezember
Die ukrainische Hauptstadt Kiew ist am frühen Morgen laut Angaben mit Drohnen angegriffen worden, wobei Energieanlagen getroffen wurden und die Stromversorgung und der Internetzugang auf unter 50 Prozent sank. Insgesamt haben nach ukrainischen Angaben 35 Kamikaze-Drohnen iranischer Bauart die Ukraine angegriffen, davon mehr als 20 auf Kiew. Durch die Drohnenangriffe ist in Kiew und zehn weiteren Regionen des Landes (darunter Oblast Sumy, Oblast Charkiw und Oblast Saporischschja) der Strom ausgefallen oder abgeschaltet worden. Mindestens 15 Drohnen konnten abgeschossen werden.
Der russische Präsident Wladimir Putin war erstmals seit Beginn des Krieges zu einem Treffen mit dem Machthaber von Belarus, Aljaksandr Lukaschenka, in Minsk.
Dem Geheimdienst von Moldau zufolge wird Russland Moldau militärisch angreifen. Die Frage ist laut dem Geheimdienstchef nicht, „ob die Russische Föderation eine neue Offensive gegen das Territorium der Republik Moldau durchführen wird, sondern wann“. Nach den Informationen des moldauischen Geheimdienstes beabsichtigt Russland, Transnistrien und Moldau zu verbinden. Die russischen Pläne in Bezug auf die Hauptstadt Chișinău sind laut dem Geheimdienst noch nicht erkennbar.
Westliche Geheimdienste, darunter auch der Bundesnachrichtendienst, beschaffen sich zur Analyse russische Waffensysteme, die ukrainische Truppen von den russischen Streitkräften erbeuteten.

### 20. Dezember
Russlands Präsident Putin hat offenbart, dass sich „die Situation in den Volksrepubliken Donezk und Luhansk sowie in den Regionen Cherson und Saporischschja“ als „extrem schwierig“ für die Streitkräfte erweist. Digitalisierungsminister Maxut Schadajew räumte ein, dass ca. 100.000 russische IT-Spezialisten nach Beginn des Angriffskriegs das Land verlassen haben.
Der ukrainische Präsident Wolodymyr Selenskyj hat Frontsoldaten in Bachmut getroffen und ausgezeichnet.

### 21. Dezember

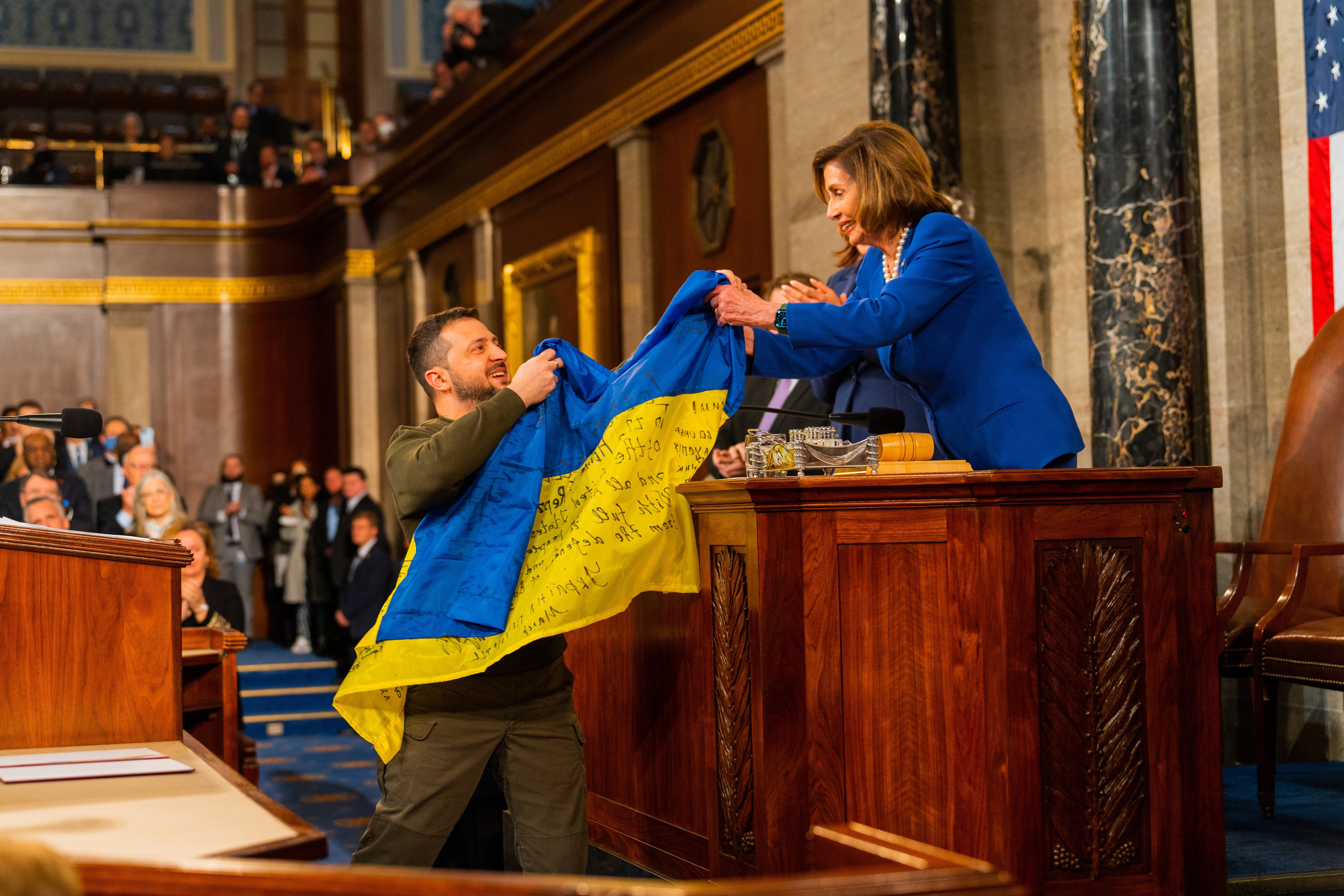
Bei seiner Rede vor dem US-Kongress überreichte Selenskyj eine Flagge der Ukraine von der Front in Bachmut an die Vizepräsidentin Kamala Harris und Sprecherin des Repräsentantenhauses Nancy Pelosi.

Präsident Wolodymyr Selenskyj unternahm seine erste Auslandsreise seit der russischen Invasion am 24. Februar. Er besuchte US-Präsident Joe Biden in Washington, D.C. und sprach vor dem US-Kongress.
Die USA bestätigten offiziell, dass sie der Ukraine eines oder mehrere Patriot-Flugabwehrraketensysteme im Rahmen eines weiteren 1,9 Milliarden US-Dollar schweren Hilfepakets übergeben werden.
In einer im russischen Fernsehen übertragenen Konferenz mit Präsident Wladimir Putin und Sergei Schoigu wurde verkündet, die Anzahl der Soldaten um 350.000 auf 1,5 Millionen anzuheben. Beschlossen wurde zudem, die Altersgrenze für Wehrpflichtige auf 30 anzuheben. Putin bekräftigte die Absicht, alle militärischen Ziele in der Ukraine zu erreichen. Es gebe seitens seiner Regierung dafür keine finanziellen Grenzen.
Belarus kündigte an, den Zugang, Aufenthalt und die Bewegung der Bevölkerung in den Grenzregionen zur Ukraine in der Homelskaja Woblasz einzuschränken.
Reguläres russisches Militär und Wagner-Söldner konnten im Ostteil der Stadt Bachmut, die seit Juni umkämpft ist, Fuß fassen.
Ein Mitglied des Bundesnachrichtendienstes wurde wegen des Verdachts des Landesverrats (er soll als Doppelagent Russland zugearbeitet haben) in Deutschland festgenommen.

### 22. Dezember
Die US-Regierung behauptet, Erkenntnisse zu haben, dass Nordkorea die russische Söldnergruppe Wagner mit Waffen für einen Einsatz in der Ukraine beliefert. Das nordkoreanische Außenministerium widersprach dem.
Nach Einschätzung der US-Regierung befinden sich 50.000 Kämpfer der Gruppe Wagner in der Ukraine im Einsatz. Davon seien 40.000 Strafgefangene bzw. Rekruten aus russischen Gefängnissen. Laut Reuters, das sich auf einen Informanten der US-Regierung beruft, kostet ihr Einsatz über 100 Millionen Dollar pro Monat. In der Ostukraine unterstünden russische Militärs teilweise dem Kommando von Wagner. Außerdem nehme in Russland der Einfluss von Unternehmenschef Jewgeni Prigoschin und die Unabhängigkeit der Wagner-Gruppe vom russischen Verteidigungsministerium weiter zu.
Nach Einschätzung des britischen Militärgeheimdienstes werden infolge der russischen Teilmobilmachung „wahrscheinlich“ tausende Rekruten durch belarussisches Militär ausgebildet, weil es Russland an militärischen Ausbildern mangele, sich viele in der Ukraine befänden oder dort gefallen seien bzw. verwundet wurden.

### 23. Dezember

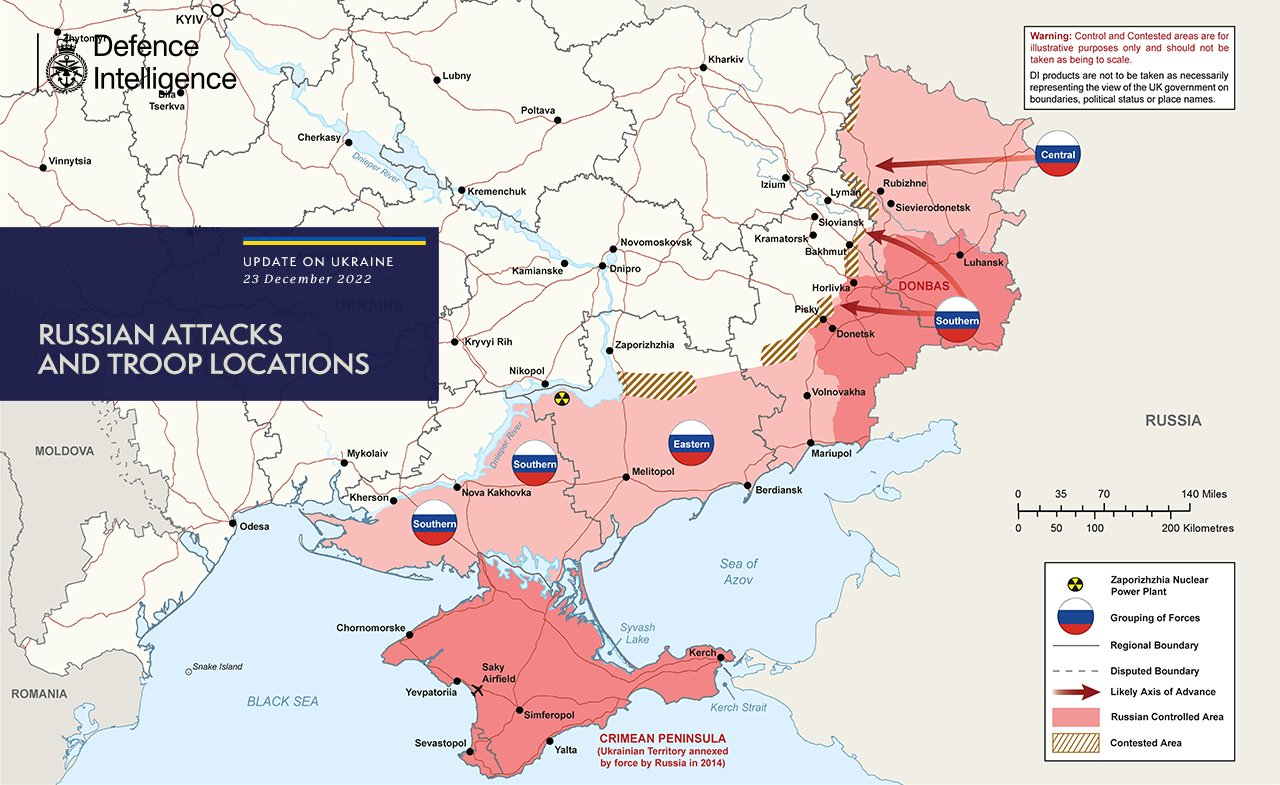
Lagebild des britischen Verteidigungsministeriums vom 23. Dezember 2022

Nach dem Besuch des ukrainischen Präsidenten Selenskyj hat der US-Senat im neuen US-Haushaltsentwurf rund 45 Milliarden US-Dollar für Ukraine-bezogene Ausgaben eingeplant. Darunter befanden sich rund 25 Milliarden Dollar, die der Ukraine direkt zugutekommen sollen. 16 Milliarden Dollar seien für humanitäre und wirtschaftliche Hilfe sowie neun Milliarden Dollar für militärische Hilfe eingeplant. Rund 12 Milliarden Dollar seien für die Wiederaufstockung der Bestände der US-Armee nach Waffenlieferungen an die Ukraine eingeplant, zudem rund sieben Milliarden Dollar für die US-Truppen in Europa selbst. Das Repräsentantenhaus stimmte dem Etat zu.
Ukrainischen Angaben zufolge hat die eigene Aufklärung eine Verstärkung der russischen Truppen sowie von Technik und Munition im Süden und Osten der Ukraine feststellen können.

### 24. Dezember
Am 24. Dezember beschossen die russischen Streitkräfte die Stadt Cherson und töteten dabei nach ukrainischen Angaben mindestens fünf Menschen und verletzten 20 weitere.
Das ukrainische Militär teilte mit, dass Russland Bataillone nach Belarus verlegt habe. Nach Erkenntnissen des US-amerikanischen Institute for the Study of War (ISW) hat Russland dort ein Feldlazarett eingerichtet. Das ISW wies darauf hin, dass Feldhospitäler nicht notwendig für Übungen sind, was laut ISW ein Hinweis darauf sein könnte, dass Russland einen erneuten Angriff aus Belarus vorbereitet. Bereits vor dem Beginn des russischen Überfalls, im Februar 2022, habe es russische Feldlazarette in Belarus gegeben. Das ISW hält jedoch auch für möglich, dass es sich bei dem Aufmarsch der russischen Truppen in Belarus um ein Ablenkungsmanöver handelt, um die ukrainischen Streitkräfte von der Verteidigung im Donbass abzulenken. Dies hält auch der ukrainische Militärgeheimdienst für möglich.
Der ukrainische Präsidentenberater Mychajlo Podoljak forderte die „Liquidierung“ iranischer Waffenfabriken, die Drohnen und Raketen herstellen und an Russland liefern.

### 26. Dezember
In der Nacht auf den 26. Dezember kam es erneut zu Explosionen auf dem Militärflugplatz Engels-2, tief im russischen Hinterland in der Oblast Saratow. Russische Quellen behaupteten, eine Drohne sei abgeschossen worden, wobei drei Militärangehörige durch herabfallende Trümmer umgekommen seien. Nach ukrainischen Angaben kam es hingegen zu größeren Schäden; die russische Luftwaffe habe nach dem Angriff bis zu der Hälfte ihrer hier stationierten strategischen Bomber in den Fernen Osten des Landes verlegt, so dass sie kurzfristig nicht mehr für den Beschuss von Zielen in der Ukraine zur Verfügung stünden.

### 27. Dezember
Nach ukrainischen Angaben näherten sich die ukrainischen Streitkräfte der Stadt Kreminna in der Oblast Luhansk. Laut Gouverneur Serhij Hajdaj waren russische Kämpfer in einigen Teilen der Stadt gezwungen, sich in das benachbarte Rubischne zurückzuziehen.
Der russische Präsident Wladimir Putin erließ ein Dekret, um den Verkauf russischer Erdölprodukte an Länder und Organisationen zu verbieten, die sich an die Preisobergrenze von 60 US-Dollar pro Barrel halten, auf die sich Australien, Norwegen, die Europäische Union (EU) und die G7-Mitgliedstaaten Anfang dieses Monats geeinigt hatten. Das Dekret soll am 1. Februar 2023 in Kraft treten und bis zum 1. Juli in Kraft bleiben.

### 28. Dezember
Sowohl am 27. als auch 28. Dezember verübten die russischen Streitkräfte laut Behauptung des ukrainischen Militärs 33 Luftangriffe auf zivile Ziele; dabei wurden durch den russischen Beschuss u. a. Wohngebäude, ein Kindergarten, eine Bäckerei und eine Geburtsklinik getroffen.
Russland verstärkte in den vorherigen Tagen entlang der Frontlinie bei Kreminna die eigenen Truppen aufgrund ukrainischer Gegenwehr. Der französische Verteidigungsminister Sébastien Lecornu traf zu bilateralen Konsultationen in Kiew ein.
Nach einer Petition von Bürgern und einem darauffolgenden offiziellen Beschluss wurde das Katharinendenkmal in Odessa, das der Gründung der Stadt durch Katharina II. gedenkt, abgebaut.
Laut Angaben eines Sprechers der ukrainischen Streitkräfte wurden Söldner des privaten Militär- und Sicherheitsunternehmens Patriot in der Nähe von Wuhledar, Oblast Donezk, gesichtet.
Seit dem 22. Dezember wurden vier weitere russische Unternehmer tot aufgefunden; die Zahl der im Jahr 2022 unter ungeklärten oder umstrittenen Umständen gestorbenen russischen Unternehmer stieg damit auf mindestens 24 an.

### 29. Dezember
Die Ukraine verzeichnete die mittlerweile zehnte Angriffswelle mit Raketen und Flugkörpern auf zivile Infrastrukturziele seit Anfang Oktober.
Das ukrainische Militär hat nach eigenen Angaben 54 von 69 aus Russland gestartete Raketen und Marschflugkörper sowie 11 Shahed-136 Drohnen abgeschossen. Weitere Flugkörper seien durch die eigene russische bzw. belarussische Flugabwehr abgeschossen worden, die sich seit dem Angriff auf den russischen Flugplatz Engels in erhöhter Alarmbereitschaft befand.
Das ukrainische Militär hat nach eigenen Angaben in den vorherigen sieben Tagen bei der strategisch wichtigen Stadt Kreminna Geländegewinne erzielt und sei somit auf sie vorgerückt.
Bei Berdjansk, rund 100 Kilometer hinter der Frontlinie, haben die ukrainischen Streitkräfte eigener Darstellung zufolge russische Stellungen attackiert und dabei ca. 50 russische Soldaten getötet.
Nach einer repräsentativen Umfrage des Lewada-Zentrums (des laut Spiegel „einzigen unabhängigen Meinungsforschungsinstituts in Russland“) ist die Unterstützung innerhalb der russischen Bevölkerung für den russischen Militäreinsatz in der Ukraine weiterhin hoch. Hatten 68 Prozent der Befragten Ende Februar 2022 angegeben, den Militäreinsatz zu befürworten, waren es im November 2022 insgesamt 74 Prozent. 20 Prozent der Befragten lehnten im November 2022 den russischen Einsatz in der Ukraine ab. Unter den 18- bis 24-Jährigen unterstützten zuletzt 59 Prozent den Militäreinsatz, 34 Prozent lehnten ihn ab. Gleichzeitig aber waren 65 Prozent der jungen Menschen der Meinung, dass die Angriffe in der Ukraine beendet werden sollten, um Verhandlungen aufzunehmen. In der Altersgruppe der 25- bis 39-jährigen waren 69 Prozent für den Militäreinsatz, 24 Prozent jener Altersgruppe lehnten diesen ab. 75 Prozent der 40- bis 54-Jährigen erklärten ihre Unterstützung für den russischen Militäreinsatz, während 18 Prozent diesen laut der Umfrage ablehnt. Russen ab 55 Jahren sprachen sich zu 79 Prozent für die russischen Militäroperationen in der Ukraine aus, 16 Prozent waren dagegen. 53 Prozent aller Befragten waren im November 2022 der Meinung, dass die „Militäroperation“ in der Ukraine erfolgreich verläuft. 32 Prozent der Befragten dachten Gegenteiliges. Trotz der hohen Zustimmungsrate für den Krieg in der Ukraine sprachen sich im Vormonat insgesamt 53 Prozent aller Befragten für Verhandlungen aus, während 41 Prozent der Befragten der Meinung war, dass das russische Militär mit dem Kampfeinsatz fortfahren solle. Zwischen 18 und 20 Prozent der Befragten spüren direkt die Auswirkungen der gegen Russland verhängten Sanktionen. Der Anteil derjenigen, die wissen, wie sie sich mittels VPN in Medien außerhalb Russlands informieren können, stieg seit Beginn des Krieges von 6 bis 8 Prozent auf 23 Prozent an. Es handelt sich nach Angaben des russischen Soziologen und Meinungsforschers Lew Gudkow (Chef des Lewada-Zentrums) zumeist um jüngere, gebildete Bewohner der größten Städte Russlands.

### 30. Dezember
Nach Informationen des Bürgermeisters von Kiew, Vitali Klitschko, stehen mehr als 50.000 russische Soldaten an der Nordgrenze der Ukraine.
Die russische Armee startete nach Angaben der ukrainischen Luftwaffe in der Nacht auf den 30. Dezember Angriffe mit Kamikaze-Drohnen. Berichte über den Umfang der abgewehrten Angriffe sind widersprüchlich. Drei Menschen starben durch einen russischen Luftangriff in der Oblast Kiew, davon mindestens eine Zivilistin. Mehrere Menschen wurden verletzt.
Laut dem chinesischen Staatssender CCTV hat der chinesische Staatspräsident Xi Jinping in einer Videokonferenz mit dem russischen Staatspräsidenten Wladimir Putin erklärt, dass China seine „objektive und faire“ Haltung beibehalte und also keinerlei Partei bezüglich des Russland-Ukraine-Kriegs ergreifen wolle.
Seit Ausrufung des Kriegszustands in der Ukraine haben laut ukrainischen Grenztruppen knapp 12.000 Ukrainer den Versuch unternommen, die Grenze illegal in Richtung westliches Ausland zu überqueren, bzw. versucht, sich einer etwaigen Einberufung zu entziehen. Von den ca. 12.000 Männern seien 15 bei den Grenzübertrittsversuchen ums Leben gekommen, zwei von ihnen erlitten einen Kältetod.

### 31. Dezember
Am 31. Dezember wurden russische Luftangriffe auf die Hauptstadt Kiew und auf die Oblaste Winnyzja, Schytomyr, Chmelnyzkyj und Mykolajiw gemeldet. Es seien Sachschäden entstanden und Personen zu Schaden gekommen.
Der ukrainische Verteidigungsminister Oleksij Resnikow wandte sich in einer auf Russisch gehaltenen achtminütigen Videoansprache an die russische Bevölkerung, in der er diese vor einer neuen Mobilisierung durch den russischen Staat, vor der Ausrufung des Kriegsrechts in Russland und einer damit zusammenhängenden Schließung der Grenzen warnt. Eine erneute Mobilisierung in Russland wird nach Erkenntnissen des ukrainischen Militärnachrichtendienstes im Januar 2023 gestartet. In einem Gefangenenaustausch kamen insgesamt etwa 220 Kriegsgefangene frei.
Russland hat laut Bericht des britischen Militärnachrichtendienstes die Milizen der selbstproklamierten Volksrepublik Donezk (Bataljon Sparta) und Volksrepublik Lugansk formell in die Streitkräfte der russischen Föderation eingegliedert. Tatsächlich jedoch wurden die Milizen jener „Volksrepubliken“ nach Ansicht des britischen Militärgeheimdienstes und nach Ansicht von Osteuropahistorikern bereits seit dem Jahr 2014 insgeheim von Russland kontrolliert.